# Bryce Beeston
Bryce William Beeston (nascido em 30 de setembro de 1947) é um ex-ciclista neozelandês. Representou seu país, Nova Zelândia, nos Jogos Olímpicos de Verão de 1968, onde competiu na prova de estrada individual, embora ele não terminou a corrida.